# 130-й квартал Иркутска
130-й кварта́л (также — Ирку́тская слобода́) — специально созданная зона исторической застройки в Иркутске, включающая в себя несколько десятков памятников архитектуры и истории города. Квартал расположен в южной части «Исторического центра Иркутска» у подножья Крестовой горы в Октябрьском округе, имеет форму треугольника. Северо-западный угол стоит на пересечении сразу нескольких улиц: Ленина, Седова, Тимирязева, Красного Восстания и 3-го Июля. Юго-западный угол района пересекается улицами 3-го Июля и Кожова, юго-восточный — Кожова и Седова.

## История

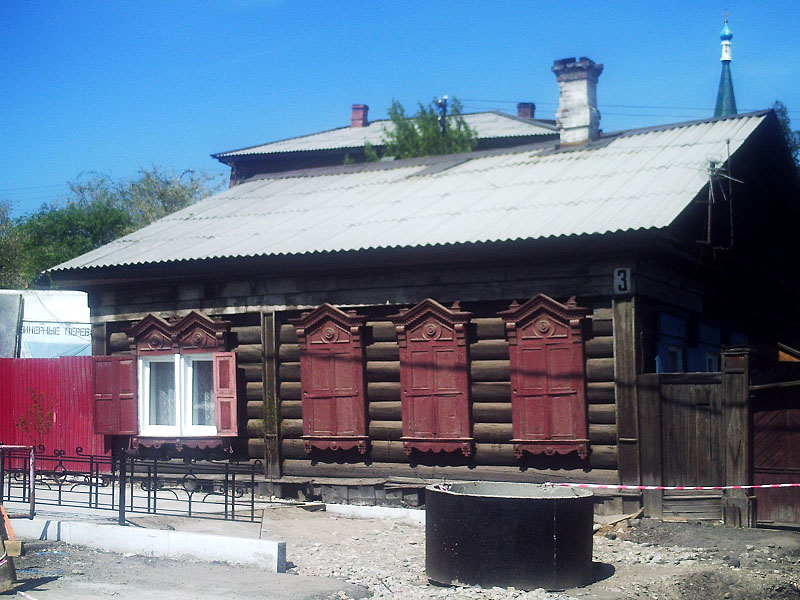
Старый деревянный дом

На территории, где сейчас располагается 130-й квартал иркутяне начали строить дома ещё в начале XVIII века. В то время эта земля находилась за границей города Иркутска и развивалась по сельскому типу.
В 1899 году по утверждённому плану Иркутска на этой территории предполагалось разбить сквер.
Все постройки были из дерева, местность оставалась неблагоустроенной, поэтому уже к началу XX века дома среди каменных сооружений примыкавших районов представляли собой деревню, нежели памятники архитектуры.
В 2008 году к 350-летию Иркутска было решено на базе 130-го квартала создать особую историческую зону. Проект создания Иркутской Слободы был утверждён на уровне областного правительства.

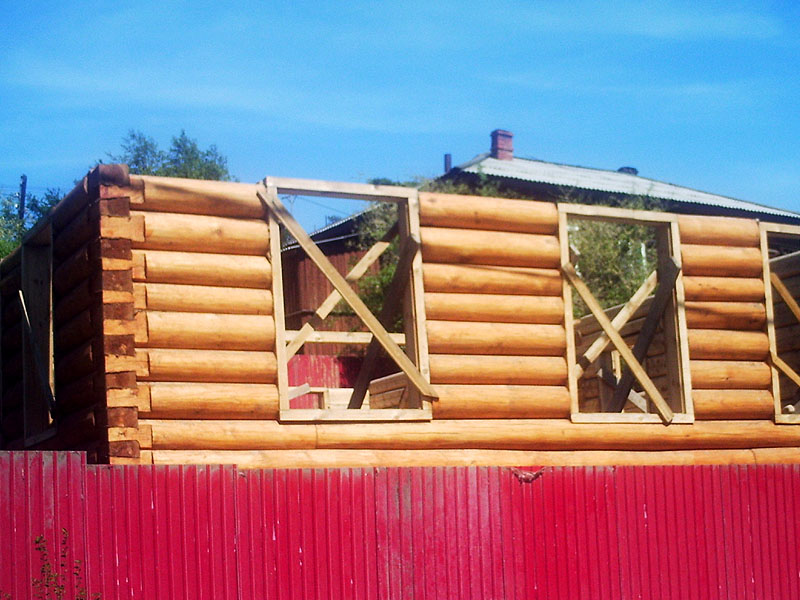
Восстановление деревянного дома

Согласно проекту, в квартале предполагалось отреставрировать деревянные дома только по периметру района и те, что имеют историческую ценность (всего 32 объекта), а остальные снести. Наряду с реставрацией план включал восстановление 16 утраченных зданий и перенос 8 из других районов Иркутска. В них намечалось расположить кузнечные и гончарные мастерские, сувенирные лавки, кафе, рестораны.
Помимо восстановления исторических объектов в планы входило строительство новых, в том числе отели, рестораны, художественные галереи, культурные центры и амфитеатр на 2000 мест, соединённый надземным переходом с музыкальным театром имени Загурского. На всей территории квартала планировалось разбить скверы и создать пешеходную улицу и велосипедные дорожки. Строительство должно было завершиться к сентябрю 2012 года.
В конце марта 2010 года началось переселение жителей из ветхого и аварийного жилья, быстрыми темпами прошли реставрация объектов культурного наследия квартала и строительство утраченных памятников архитектуры. При подготовке квартала к реконструкции выяснилось, что в XIX веке улица 3-го Июля была вымощена природным камнем.
В сентябре 2011 года — в юбилей города Иркутска — Слобода приняла первых гостей. На месте старых неблагоустроенных бараков с неряшливыми заброшенными участками в центре столицы Приангарья появился достопримечательный квартал с аккуратными мощёными променадами, красивыми историческими усадьбами, музеями, ресторанами и развитой инфраструктурой.
В 2013 году в 130-м квартале Иркутска проходили съёмки ряда эпизодов новогодней кинокомедии Тимура Бекмамбетова «Ёлки 3»

## Объекты
| Предназначение                                                                           | Кол-во | Примечания                                           |
| ---------------------------------------------------------------------------------------- | ------ | ---------------------------------------------------- |
| Музей                                                                                    | 6      | в том числе Музей МЧС и Музей администрации Иркутска |
| Магазин                                                                                  | 7      |                                                      |
| Кафе и кофейни                                                                           | 5      |                                                      |
| Гостиница                                                                                | 5      | в том числе один мини-отель                          |
| Апартаменты                                                                              | 3      |                                                      |
| Ресторан                                                                                 | 2      |                                                      |
| Подворья и мастерские                                                                    | 3      |                                                      |
| Офис                                                                                     | 5      |                                                      |
| Памятники и монументы                                                                    | 2      |                                                      |
| Административные помещения                                                               | 3      |                                                      |
| Выставочный зал                                                                          | 1      |                                                      |
| Амфитеатр                                                                                | 1      |                                                      |
| Деловой центр                                                                            | 2      |                                                      |
| Медицинские учреждения                                                                   | 2      | Диагностический центр, Клуб медиков                  |
| Подземная автостоянка                                                                    | 2      |                                                      |
| Почтовое отделение                                                                       | 1      |                                                      |
| Памятники архитектуры и истории, поставленные на государственную охрану                  | 8      |                                                      |
| Памятники архитектуры и истории, которые планируется поставить на государственную охрану | 8      |                                                      |

## Награды
В 2010 году проект реализации 130-го квартала победил в международном архитектурном фестивале «Зодчество».
В 2012 году занял второе место в списке самых значимых архитектурных проектов России (www.maindoor.ru)

## Галерея

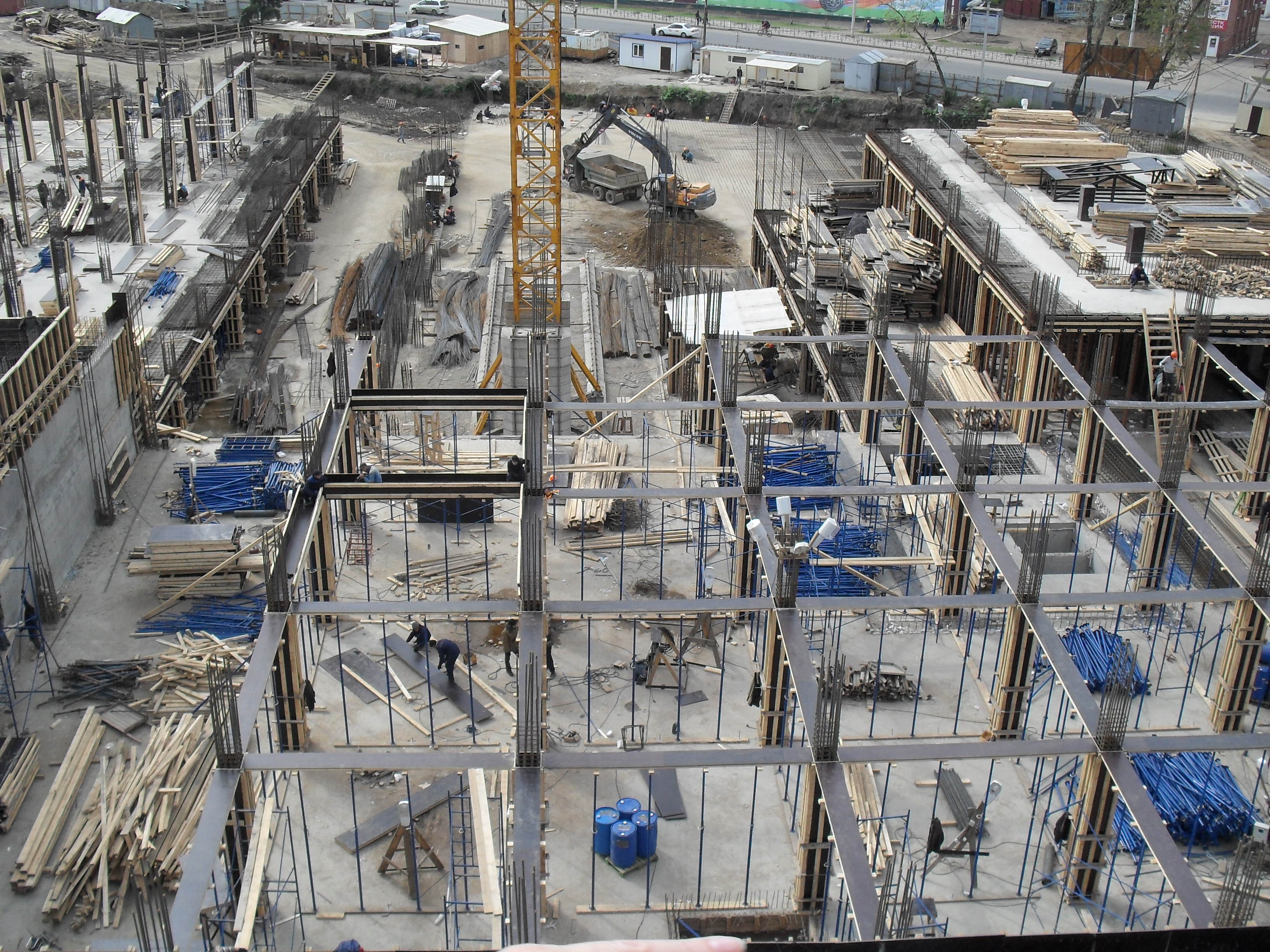
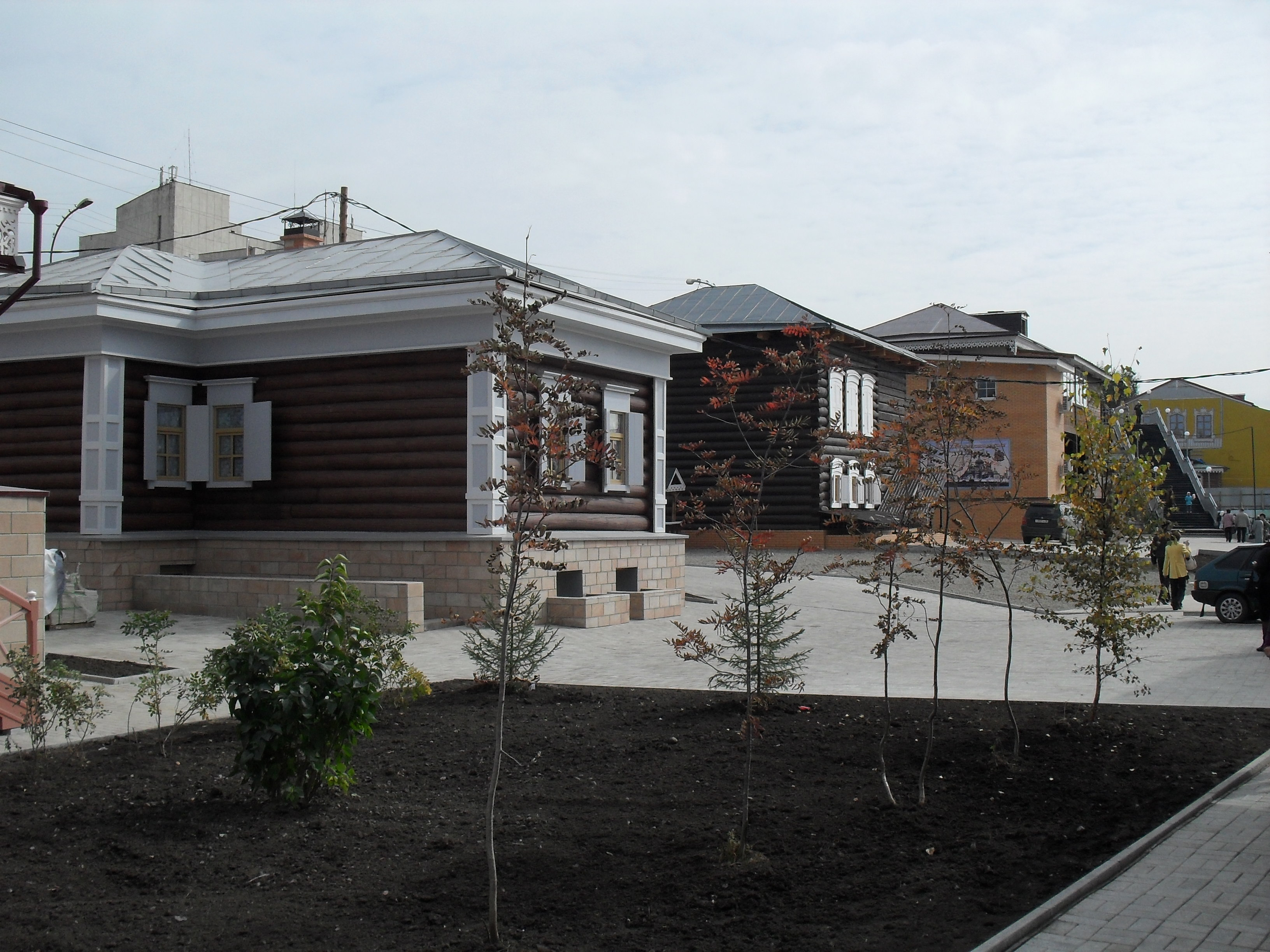
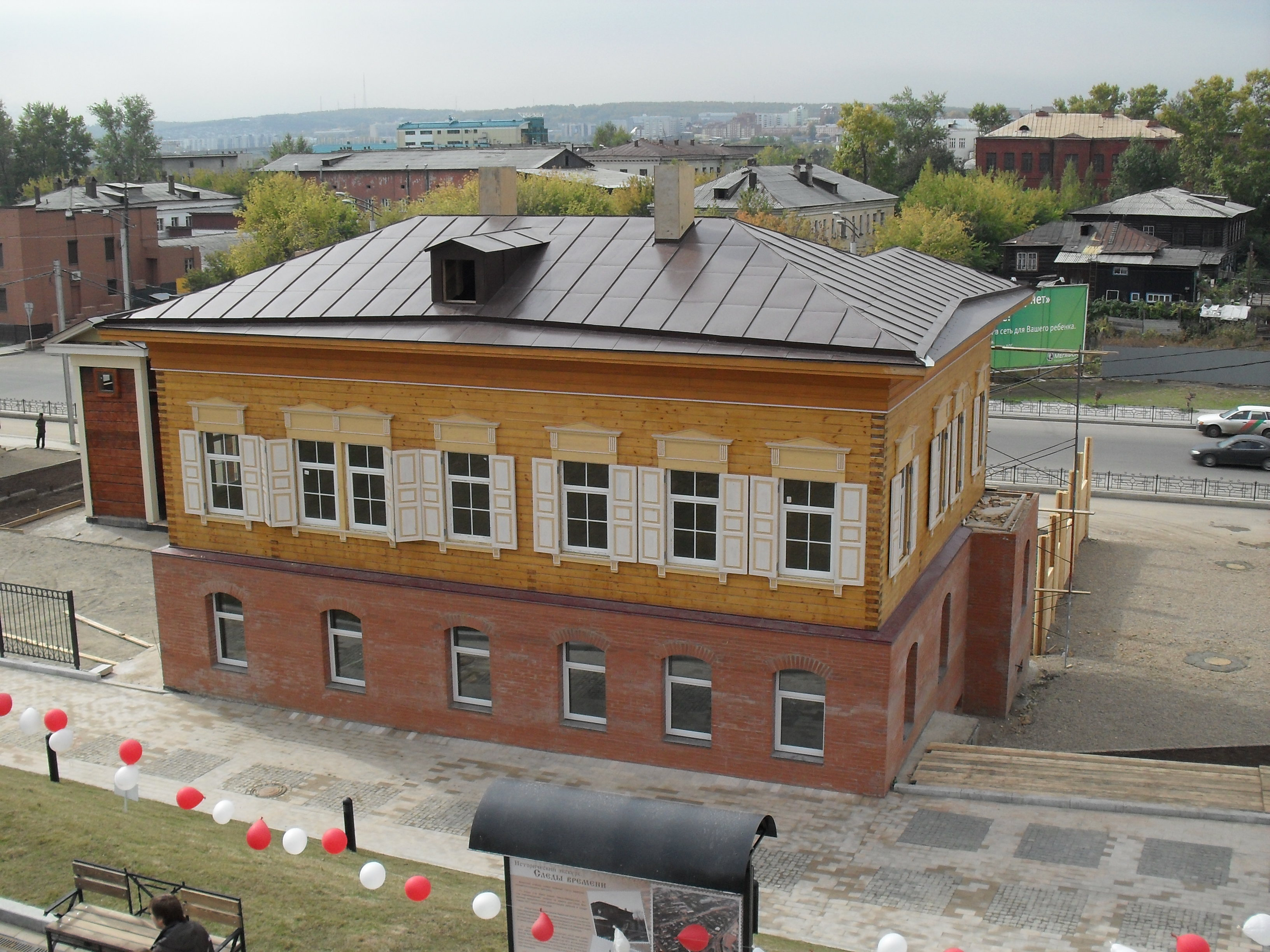
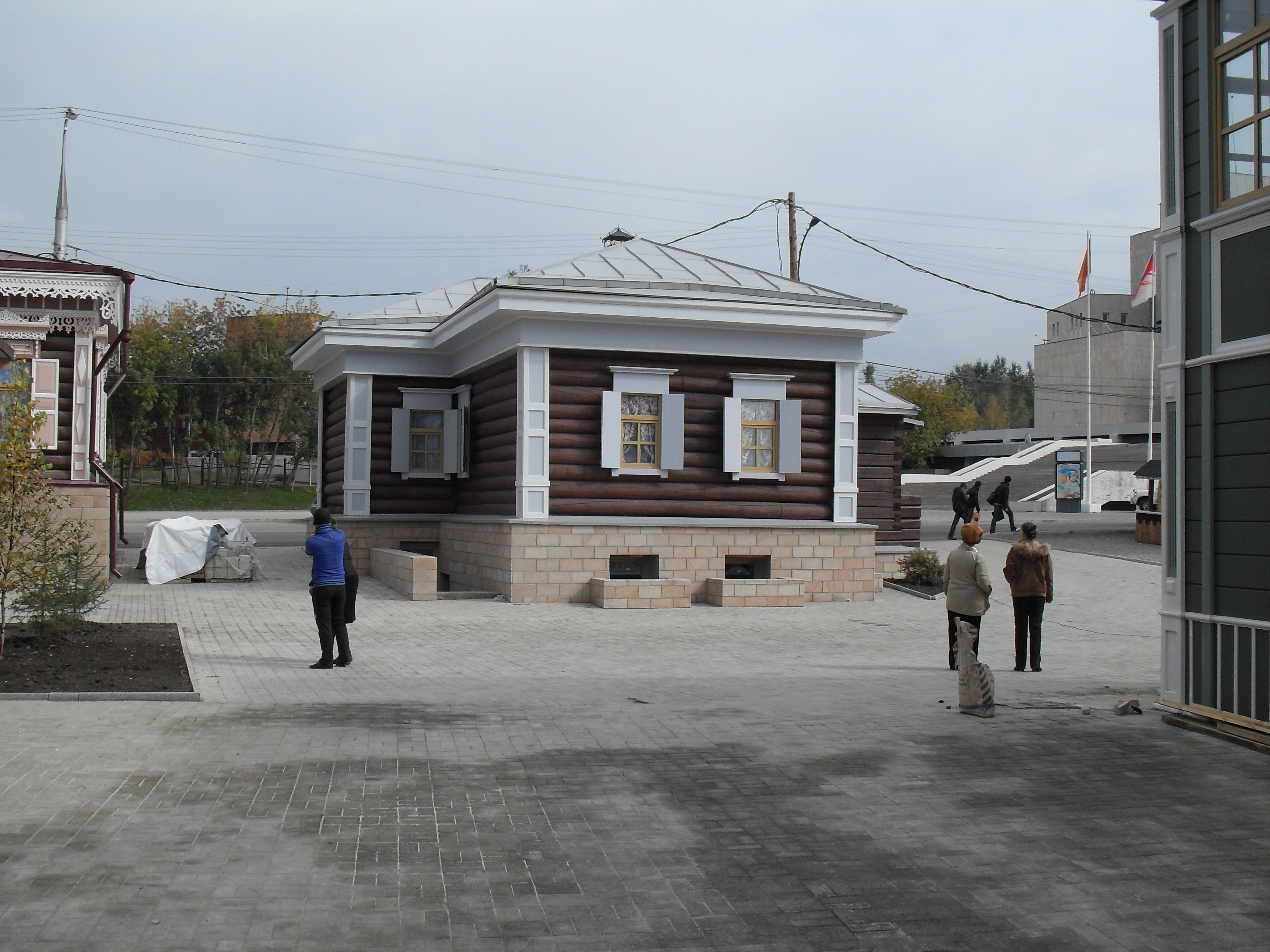
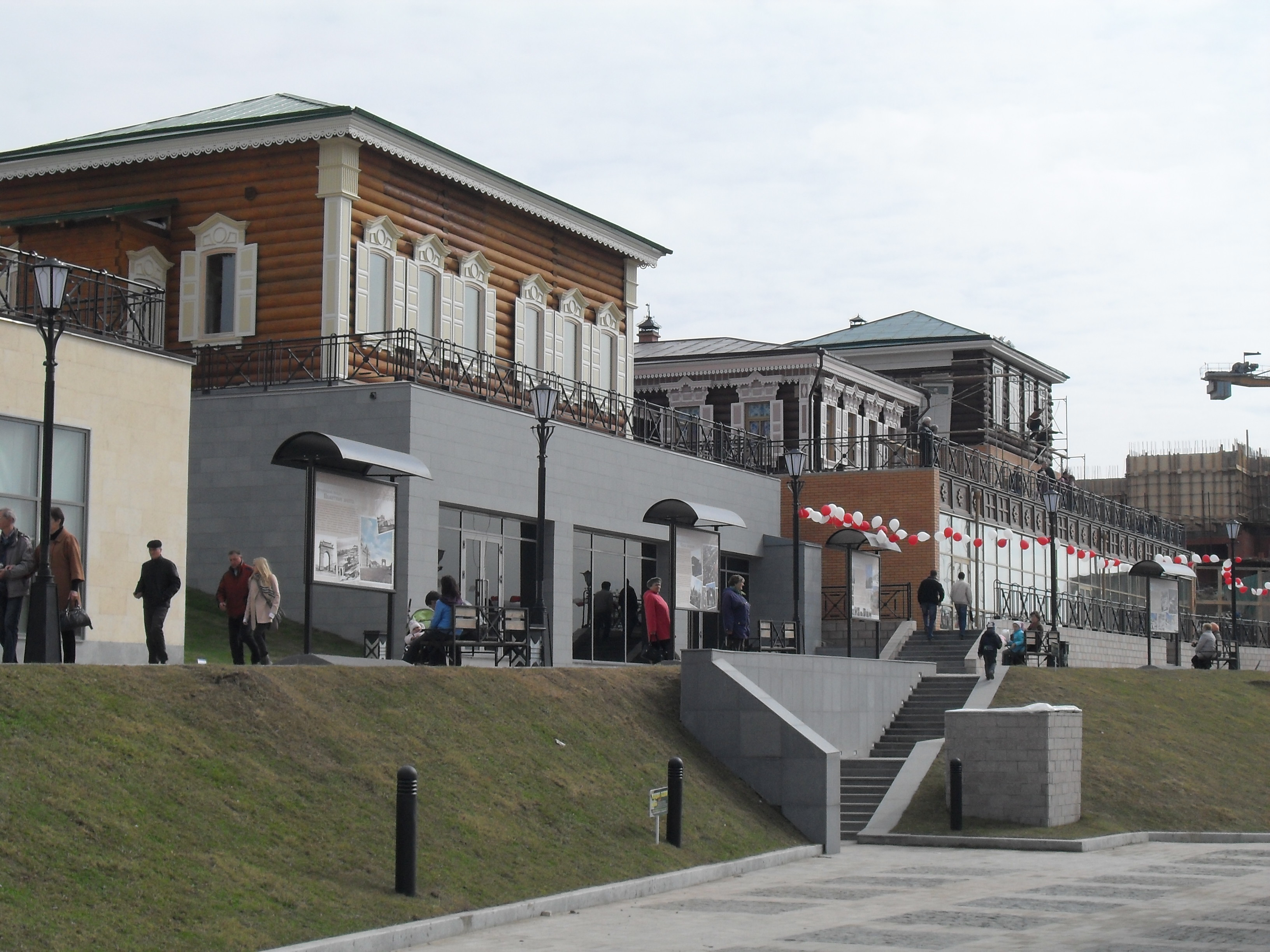
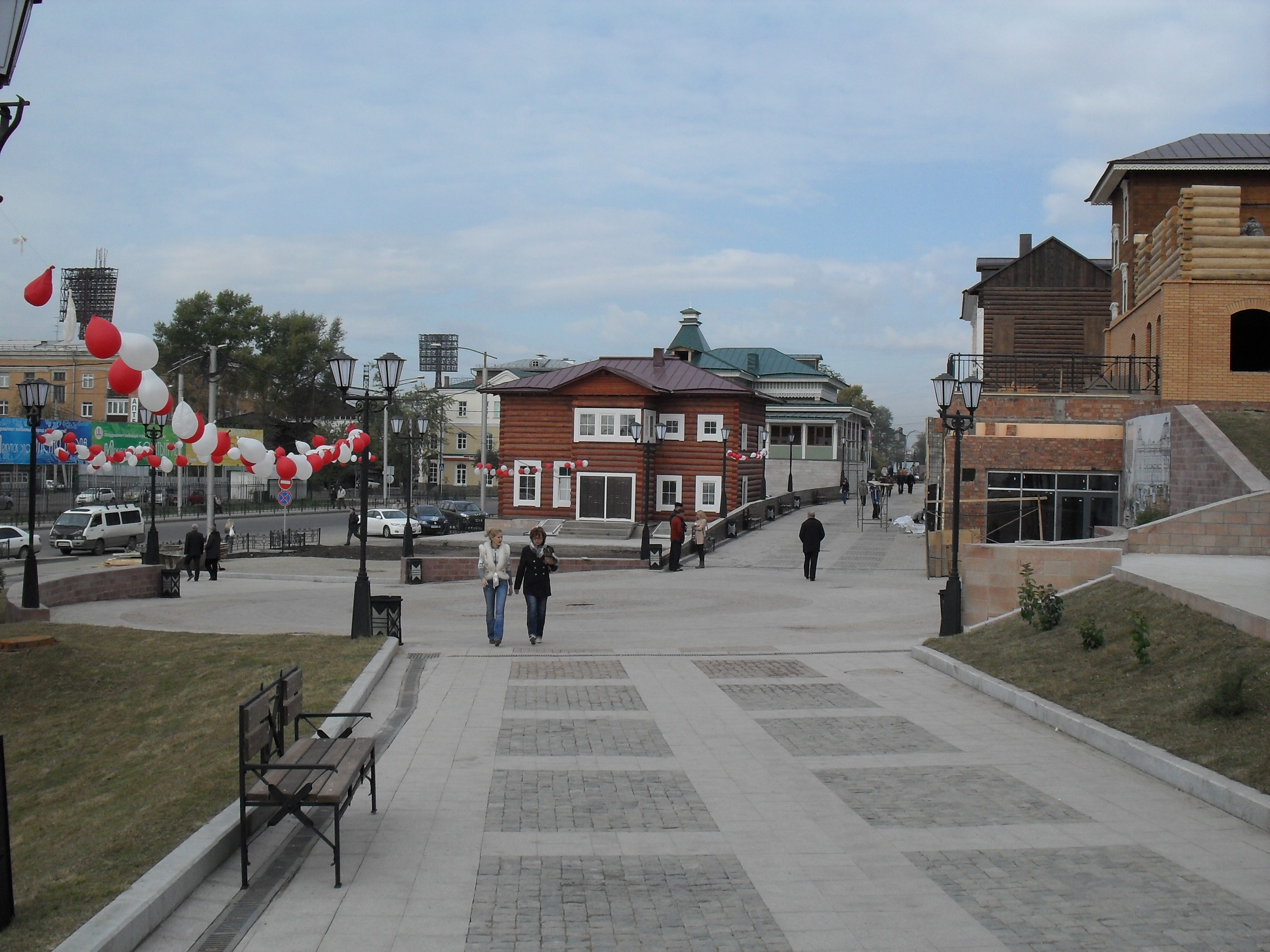